# Musikverein Viktoria 08 Ober-Roden
Der Musikverein Viktoria 08 Ober-Roden e. V. ist ein Musikverein mit mehreren Blasorchestern in Rödermark in Hessen.

## Geschichte
Gegründet wurde der Verein im Jahr 1908 unter dem Namen „Katholischer Arbeiter-Musikverein 08“. Im Jahr 1912 gab ein Vertrag mit der Freiwilligen Feuerwehr Ober-Roden dem Verein einen neuen Namen, er nannte sich nun „Katholischer Arbeiter- und Freiwillige Feuerwehr Musikverein, Oberroden 1912“. Die Aktiven erhielten Feuerwehruniformen, die zu festlichen Veranstaltungen getragen wurden. Der heutige Name „Musikverein Viktoria“ und eine Loslösung von der Freiwilligen Feuerwehr wurde auf der Jahreshauptversammlung des Vereins im Jahr 1921 beschlossen.
Nach den Wirrungen des Zweiten Weltkriegs erlebte der Verein einen starken Mitglieder- und Musikerzuwachs und blühte unter seinem Dirigenten Adam Hornung auf, der für seine jahrzehntelangen herausragenden musikalischen Leistungen im kulturellen Bereich im Jahr 1966 mit der Verdienstmedaille des Verdienstordens der Bundesrepublik Deutschland ausgezeichnet wurde. Adam Hornung gehört zu den Persönlichkeiten, die das kulturelle Leben einer ganzen Region über Jahrzehnte mitgeprägt haben. Als Dirigent und Musikpädagoge formte er das Orchester des Musikvereins Viktoria 08 Ober-Roden zu einem der führenden Klangkörper im Rhein-Main-Gebiet. Seine Kompositionen und Bearbeitungen erweiterten das Repertoire des Orchesters, die von Hornung und Otto Heinl im Musikverlag Halter herausgegebene „Schule für Blasorchester“ wurde ein Standardwerk für Blasorchester im deutschsprachigen Raum.
Im Jahr 1982 übernahm der Dirigent Dieter Weis die Leitung des Blasorchesters, das dieser bis heute leitet. Es begann der Aufbau einer intensiven musikalischen Jugendarbeit und die Gründung mehrerer Jugendorchester zur Förderung des musikalischen Nachwuchses. Das Große Blasorchester entwickelte sich zu einem modernen sinfonischen Blasorchester und machte seitdem mehrfach durch hervorragende Ergebnisse bei überregionalen Wertungsspielen auf sich aufmerksam.
Im Jahr 2006 gründete der Verein ein weiteres Orchester unter dem Namen „Endlisch Musigg“, dessen Zielgruppe aus erwachsenen Neu- und Wiedereinsteigern in die Blasmusik besteht. Mit diesem Orchester erlangte der Verein im Jahr 2007 bundesweite Bekanntheit durch den Gewinn des ersten Bundespreises „Musikvermittlung 50+“ des Deutschen Musikrates und des Sonderpreises „Musizieren 50+ im Laienensemble“, der dem Verein im Jahr 2008 in Berlin von Bundesministerin Ursula von der Leyen überreicht wurde. Jurymitglied Hans Bäßler, Vizepräsident des Deutschen Musikrates, begründete in seiner Laudatio zu Verleihung des ersten Preises in der Kategorie „Musikvermittlung 50+“: „Mit dieser Initiative werden des Deutschen Musikrats kühnste Träume wahr. Wahrlich ein Leuchtturm-Projekt.“
Heute besteht der Musikverein Viktoria 08 Ober-Roden aus dem Großen Blasorchester, dem Endlisch Musigg Orchester, einem Jugendorchester, weiteren Ausbildungsorchestern im Jugendbereich, mehreren Instrumentalensembles und zahlreichen fördernden Mitgliedern. Der musikalische Höhepunkt ist das alljährliche Weihnachtskonzert in der Kulturhalle Rödermark, bei dem sinfonische Blasmusik dargeboten wird.

## Dirigenten
- 1908–1911 Peter Steckenreiter
- 1911–1936 Johann Valentin Seitz
- 1936–1982 Adam Hornung
- seit 1982  Dieter Weis

## Auszeichnungen
- Erster Bundespreis „Musikvermittlung 50+“ des Deutschen Musikrates und Sonderpreis „Musizieren 50+ im Laienensemble“ (2007)[6]
- Pro-Musica-Plakette (2018)[7]

## Diskografie
- seit 1996: Weihnachtskonzert live. CD, Studio SNR
- 2002: Rödermark in concert. CD, Studio Für Volksmusik[8]
- 2017: 1000 Takte Blasmusik. CD, Tonstudio Först[9]